# Manny Montes
Emmanuel Rodríguez (Aguadilla, Puerto Rico, 16 de diciembre de 1984), más conocido como Manny Montes, es un rapero y cantante puertorriqueño de música urbana cristiana. Recibió un Premio Arpa al mejor álbum urbano por El escenario, además de ser nominado en múltiples ocasiones en esta categoría de los Premios Arpa.
Ha producido más de 10 discos de varios artistas como las sagas United Kingdom y Los Violentos, donde han participado cientos de artistas como Funky, Redimi2, Alex Zurdo, Mexicano 777, Farruko, en gran cantidad de remezclas, y compartiendo escenario con artistas como Barak, Marcos Witt, Tercer Cielo.

## Carrera musical

### Inicios y debut discográfico (2000-2002)
Emmanuel Rodríguez creció en el barrio Tamarindo, en el Callejón del Fuerte, donde comenzó a componer música desde muy joven. Sus primeras apariciones en producciones musicales fueron en 2000 para PeaceMakers: Unidos por la Paz con la canción «No me quito», y en 2001 colaborando con Double Impact para su álbum debut Juventud Despierta en la canción «Más que Vencedores». Manny Montes, narra que en ese año empezó a trabajar en su primer disco, al tiempo que se ganaba el pan de cada día en un restaurante de comida rápida.
En 2002, lanza su primer disco en solitario titulado Realidades, con los sencillos «Manos arriba», «La vida que nace de muerte», «Te equivocaste» y «Ricky y Manuel». Manny confesó en 2010 cuando promocionaba El Escenario, que esta producción logró vender más de 100000 copias, cuando él esperaba un aproximado de 3000 unidades.

### United KingdomyLos Inmortales(2003-2006)
Habiendo participado en producciones de diversos exponentes del género urbano, en el año 2003 lanza su primer álbum de varios artistas titulado United Kingdom, con el sencillo del mismo nombre donde participaban también Funky y V.I.P. (Vidas Impartiendo Palabra, dúo compuesto por Maso el Presidente y El Chal). Al año siguiente, realiza un concierto donde surge su primer álbum en vivo, titulado United Kingdom: En Vivo, logrando una puesta en escena de un gran número de raperos cristianos, entre ellos Triple Seven, Dr. P, Rey Pirin, El Bima, DJ Pablo, DJ Blass, Santito, Vito, entre otros. Este álbum se distribuyó en dos CD que contenían algunos temas del concierto, además de canciones inéditas como «Suena el jíbaro», «Entre el bien y el mal» junto a Mexicano 777 y «Si no sabías». También contó con un DVD con el evento completo y otros anexos audiovisuales.
El cuarto álbum de Montes, Los Inmortales, fue lanzado en 2006. Más de 30 artistas como Redimi2, Bengie, Goyo, Travy Joe, Rey Pirin, Sandy NLB, entre otros, formaron parte del proyecto. En esta producción discográfica, destaca una composición de Manny Montes titulada «El Inmortal», considerada una de las mejores canciones del disco y del género urbano cristiano. El álbum fue nominado a "Mejor álbum urbano" en los Premios Arpa de 2007. En ese mismo año, estuvo nominado como "Cantante de reggaeton cristiano" en los Premios Paoli, y fue galardonado como "Mejor solista - Reggaetón Cristiano" en la última edición de los People’s Choice Reggaeton & Urban Awards, ceremonia donde fue ovacionado por los asistentes durante su interpretación de «El Inmortal». Ese mismo año, lanzó su segundo álbum en vivo, Afueguember Live, que incluyó tres temas inéditos, entre ellos, una remezcla de la canción «Declaro» junto a Redimi2.
Para entonces, Manny había sido invitado para varios álbumes colaborativos de la industria cristiana, como Los Vencedores y Vida Nueva de Funky, El Equipo Invencible de Redimi2, A fuego con la palabra de Dr. P, La iglesia de la calle de Gerardo Mejía, incluso, de artistas no cristianos como Los Bandoleros Reloaded y Linaje Escogido de Don Omar, y All Star Records, y Chosen Few 2 de Boy Wonder.

### Los Violentos y un "Nuevo Comienzo" (2007-2009)
En 2007, en conjunto con Sandy NLB, publicaron Los Violentos, álbum colaborativo donde participaron Sammy, Goyo, Vito, Redimi2, Alex Zurdo, entre otros. Ese mismo año, junto a Funky, realizaron el Cara a Cara Tour en varios países de Latinoamérica.
En 2008, dio a conocer su primer álbum recopilatorio titulado Nuevo Comienzo. Este contó con temas inéditos del artista como «Cielo», junto a Juan Carlos Rodríguez del dúo Tercer Cielo, «Es muy tarde ya» junto a Memo & Ungido, y una nuevas versiones de sus canciones como «No me quito», «Así es que es», entre otras. El álbum fue nominado a "Mejor álbum urbano" en los Premios Arpa de 2009. En una gira musical de promoción del disco en Venezuela, el productor de los conciertos de Manny, murió en un accidente automovilístico, horas antes de una de las actuaciones del artista. Ante la tragedia circularon rumores en Internet que indicaban que era "Manny Montes y su DJ" quienes iban en el vehículo accidentado. Esto sería desmentido por su relatora pública Karen Ivelisse Cruz.
En ese año, participaría en la «Combinación Perfecta», la única canción que ha logrado reunir a los exponentes más relevantes de la música urbana cristiana como Funky, Triple Seven, Alex Zurdo, Maso, Redimi2, Quest y Dr. P en un solo tema. Nuevamente, en colaboración con Sandy NLB, presentaron en 2009 Los Violentos 2, mismo año donde formó parte de la campaña "Salvemos la Televisión Puertorriqueña" con figuras como Jowell & Randy, Christine D'Clario, entre otros.

### El Escenario a Corazón Abierto (2010-2012)
El Escenario, el disco anunciado desde el inicio de la carrera de Manny, finalmente llegó en 2010, con los sencillos «Gozo», «Loco por ti» y «Entre dos mundos» con la participación de Alex Zurdo y Redimi2. Rodríguez tardó siete años en grabar el álbum y lamentó unirse a "los artistas que se han visto afectados por la piratería". El Escenario contó con dos vídeos, «Sueña» junto a Bethliza, y otro para la canción homónima al álbum que narraba el escenario de un barrio y sus personajes habituales en él. El álbum fue el ganador de un premio Arpa por "Mejor Álbum Urbano" y fue nominado a "Mejor diseño de portada" en 2011.
Con la producción Corazón Abierto, publicada en 2012, Manny celebra 10 años de carrera musical. Esto incluye nuevas versiones de sus canciones más conocidas, como «La chica que yo amo» y «Poco a poco», así como nuevas canciones como «De fiesta» con Alex Zurdo, «Mira pal lao» con Sugar Baby y «UK2», «Fluye» con Esperanza de vida (canción que estaría nominada como "Mejor canción urbana" en los Premios Unción 2012), y una antesala del disco United Kingdom 2, donde participan Michael Pratts, Musiko, Leo El Poeta, Memo y Ungido. En conjunto con este álbum, también debutó como escritor, dando a conocer su primer libro "Corazón abierto: Descubre tu proyecto de vida", un devocionario con 21 capítulos de mensajes de motivación y fe. Contó con el prefacio del pastor Otoniel Font, el cantante de salsa Ismael Miranda y el pastor argentino Sergio Belart y publicado por la Casa Creación. Se promocionó con la gira musical "Corazón Abierto Tour".

### Reino Unido en la "Línea de Fuego" (2013-2016)
En 2013, con la participación de varios raperos como Michael Pratts, Musiko, Ivan2Filoz, Micky Medina, Yariel & Omy, Indiomar, Baby Nory, Jaydan, entre otros, se editó United Kingdom 2: A La Reconquista, un disco con 25 canciones. donde se presenta internacionalmente a muchos nuevos raperos cristianos. En el mismo año, lanza Intrumentales Vol. 1 e Intrumentales Vol. 2. Además, Manny Montes interpreta a "Víctor" en la película Reggaeton The Movie junto a Natalia Rivera, Jhonny Ou, Che Robótico y Kendo Kaponi, entre otros. En 2014, lanzó United Kingdom 2.5 con la participación de Funky, Triple Seven, El Novato, Samally, De La Fe, entre otros.
Posteriormente en 2015, Línea de Fuego, que contó con la participación de Michael Pratts, Divino, Farruko, J King, J Quiles, entre otros. En este disco se encuentra la canción «Manso pero no menso», la cual generó polémica con el exponente Christian Ponce, antes llamado El Sica, por sus declaraciones sobre la música urbana cristiana. El álbum estuvo una semana en la posición 7 en la lista de Billboard Latin Rhythm Albums. Una canción con Ken-Y había sido anunciada para este álbum, pero terminaría saliendo en The King of Romance, álbum debut como solista del exintegrante del dúo R.K.M. & Ken-Y.
También produjo el disco de su hijo Sugar Baby titulado Sugar Free, donde también actuó como intérprete con el tema «¿Por qué nos maltratan?». Asimismo, aunque en 2016, Rodríguez volvió a defender la música urbana cristiana, esta vez, ante declaraciones de Julio Voltio. Posteriormente, se dieron a conocer diferencias con el rapero Redimi2.

### Saga "Amor Real" y Trilogía "Solo" (2017-actualidad)
En 2017, Manny produce junto al productor Zoprano un par de álbumes con enfoque romántico tituladas Amor Real, que se distinguen por sus dos versiones, Gold Edition y Platinum Edition, con apariciones de Michael Pratts, Indiomar, el grupo Ekos, Mikey A, Jay Kalyl, Musiko, Baby Nory, entre otros. Posteriormente, lanzó Amor Real (Remix Edition) EP, con seis pistas remezcladas. Ese mismo año, Manny Montes lanzó la primera canción de Live Session Buenos Aires.
Luego de una década del Funky vs. Manny Montes Cara a Cara Tour, los dos exponentes realizan un documental sobre lo sucedido, donde también expresan la necesidad de levantar nuevos exponentes y apoyarlos, tal como otros hicieron con ellos. Manny Montes presenta Solo Rap en 2018, donde destaca el sencillo «Era yo» junto a Harold y Elena, quien por su video musical fue considerado "Inapropiado" en la plataforma de YouTube. El álbum estuvo nominado en los Premios Arpa de 2019 como "Mejor álbum urbano". Otro sencillo de este disco es «Todo estará bien» con Ingrid Rosario, con quien desarrolló una iniciativa para ayudar a los niños con autismo en Puerto Rico que, lamentablemente, perdieron su escuela por el paso del huracán María. A este disco pertenece también el tema «Nunca te conocí», trabajo nominado como "Mejor Canción Cristiana" en los Premios Tu Música Urbano 2020.
Luego, lanzó Amor Real International Edition con el sencillo «Jesús te ama», junto a Jay Kalyl, Onell Diaz y Ander Bock. En agosto de 2020, dio a conocer su álbum número 18 titulado Solo Trap Edition, y participó en el álbum de 116 titulado Sin Vergüenza en el sencillo «Donde están (Watcho6)».
A la par del lanzamiento del álbum UNO de Alex Zurdo Funky y Redimi2, Manny lanzó Intervalo EP, con los sencillos «Bienaventurado», y «Praise» con Matamba. Las redes cuestionaron que el artista no apareciera en el álbum colaborativo del trinomio urbano, sin embargo, meses después se conocieron los motivos mediante diversas entrevistas.  Para el Festival de Verano 20/20 de la Casa de Dios de Hip Hop, Manny Montes fue anunciado como uno de los artistas participantes.
Montes anunció que el 31 de julio de 2021 lanzaría su álbum 19, titulado Solo Reggaeton, y que participarían Rey Pirin, Dr. P, Triple Seven, Cshalom, Youdiel, Samitto y Esabdiel, Bengie, Vito, Rudy Torres, Mesiánico, Niko Eme, Pauneto y Evangélico, siendo producido por Cardec Drums, Zoprano, Royalty Kings, Niko Eme, Kaldtronic y Emil (Los de la Fórmula). En el álbum, dejó saber que está preparando United Kingdom 3, como próximo proyecto musical. Posteriormente, participó junto a Alex Zurdo en el sencillo «Dañar el jangueo».

## Afueguember Records
En 2002, Manny Montes fundó su propio sello discográfico, Afueguember Records (posteriormente, Afueguember Music, y actualmente bajo el nombre Manny Montes Music), dónde promocionó álbumes de artistas como: Vito, Bengie, Santito, Memo & Ungido, Michael Pratts, El Chal, entre otros.

## Discografía
| - 2002: Realidades - 2010: El escenario - 2012: Corazón abierto - 2015: Línea de Fuego - 2018: Solo Rap - 2020: Solo Trap Edition - 2021: Solo Reggaeton - 2024: Envero Vol. 1 - 2025: Envero Vol. 2 - TBA: Vendimia - 2003: United Kingdom - 2006: Los Inmortales - 2007: Los Violentos (con Sandy NLB) - 2008: Nuevo Comienzo - 2009: Los Violentos 2 (con Sandy NLB) - 2013: United Kingdom 2: A La Reconquista - 2014: United Kingdom 2.5 International Edition - 2017: Amor Real (Platinum Edition) (con El Zoprano) - 2017: Amor Real (Gold Edition) - 2019: Amor Real International Edition - TBA: UNO 2 (con Alex Zurdo, Funky y Redimi2) - TBA: United Kingdom 3 | - 2004: United Kingdom: En Vivo - 2006: Afueguember Live - 2018: Amor Real (Remix Edition) - 2021: Intervalo - 2023: Inevitable - 2023: Intervalo 2 - 2025: - (con Nacho y Marky) |

## Premios y nominaciones

### Premios Arpa
| Año  | Categoría               | Trabajo nominado | Resultado | Ref.    |
| ---- | ----------------------- | ---------------- | --------- | ------- |
| 2007 | Mejor álbum urbano      | Los Inmortales   | Nominado  | [ 108 ] |
| 2009 | Mejor álbum urbano      | Nuevo Comienzo   | Nominado  | [ 109 ] |
| 2011 | Mejor álbum urbano      | El Escenario     | Ganador   | [ 110 ] |
| 2011 | Mejor diseño de portada | El Escenario     | Nominado  | [ 110 ] |
| 2019 | Mejor álbum urbano      | Solo Rap         | Nominado  | [ 111 ] |

### Premios El Galardón Internacional
| Año  | Categoría            | Trabajo nominado       | Resultado | Ref.    |
| ---- | -------------------- | ---------------------- | --------- | ------- |
| 2019 | Álbum musical urbano | Solo Rap               | Nominado  | [ 112 ] |
| 2019 | Cantante urbano      | Él mismo               | Nominado  | [ 112 ] |
| 2019 | Video Musical        | Ganas de vivir (Remix) | Nominado  | [ 112 ] |

### People's Choice Reggaeton and Urban Awards
| Año  | Categoría                  | Trabajo nominado | Resultado | Ref.    |
| ---- | -------------------------- | ---------------- | --------- | ------- |
| 2007 | Mejor producción cristiana | Los Inmortales   | Nominado  | [ 113 ] |
| 2007 | Mejor canción cristiana    | «El Inmortal»    | Nominado  | [ 113 ] |
| 2007 | Mejor cantante cristiano   | Él mismo         | Ganador   | [ 113 ] |

### Premios AMCL
| Año  | Categoría                    | Trabajo nominado                    | Resultado | Ref.    |
| ---- | ---------------------------- | ----------------------------------- | --------- | ------- |
| 2003 | Álbum urbano del año         | Realidades                          | Nominado  | [ 114 ] |
| 2003 | Canción urbana del año       | «La vida que nace de la muerte»     | Nominado  | [ 114 ] |
| 2007 | Canción urbana del año       | «El Inmortal»                       | Ganador   | [ 115 ] |
| 2007 | Intervención musical del año | «Solo por ti» con Tercer Cielo      | Ganadores | [ 115 ] |
| 2010 | Canción urbana del año       | «El escenario»                      | Ganador   | [ 116 ] |
| 2010 | Álbum urbano del año         | El Escenario                        | Ganador   | [ 116 ] |
| 2012 | Calidad sonora del álbum     | Corazón abierto                     | Nominado  | [ 117 ] |
| 2013 | Álbum urbano del año         | United Kingdom 2 [A La Reconquista] | Nominado  | [ 118 ] |
| 2013 | Canción urbana del año       | «¿Dónde está mi iglesia?»           | Nominado  | [ 118 ] |
| 2014 | Álbum urbano del año         | UK 2.5: International Edition       | Nominado  | [ 119 ] |

## Filmografía
| Año  | Título               | Personaje | Nota                                | Ref.    |
| ---- | -------------------- | --------- | ----------------------------------- | ------- |
| 2005 | Imitadores de Cristo | Ricardo   | Delincuente (antagonista)           | [ 120 ] |
| 2009 | Santito: La Película | Randy     | Delincuente (antagonista)           | [ 121 ] |
| 2013 | Reggaeton The Movie  | Víctor    | Papel principal (productor musical) | [ 122 ] |

## Libros
- 2012: Corazón abierto: Descubre tu proyecto de vida